# StEG 40
Die StEG 40 war eine Tenderlokomotivreihe der österreichisch-ungarischen Staats-Eisenbahn-Gesellschaft (StEG).
Die StEG beschaffte 16 Exemplare als Reihe 40 1908/09 bei der eigenen Lokomotivfabrik für den Verschub. Die Maschinen hatten Innenrahmen und Außensteuerung, aber die Dimensionen der Zylinder und des Kessels lassen sie nicht mehr zeitgemäß erscheinen.
Mit der Verstaatlichung der auf österreichischem Gebiet gelegenen Strecken der StEG 1909 kamen alle Maschinen der Reihe 40 als Reihe 179 zur k.k. Staatseisenbahnen Österreichs (kkStB).
Nach dem Ersten Weltkrieg wurden alle Lokomotiven der ČSD zugesprochen, die sie als Reihe 421.0 einordnete und bis 1952 ausmusterte. Von 1939 bis 1945 waren sechs Stück bei der ungarischen Staatsbahn MÁV, die sie als Reihe 477 führte.
Abschließend sei angemerkt, dass die Reihe StEG 40 bereits zuvor von zwei Maschinen als 4001 und als 4002 besetzt war.
Die beiden Lokomotiven wurden aber bald ausgemustert.